# Török Miklós (író)
Török Miklós (Nagyvárad, 1946. január 19. – Frankfurt am Main, 2013. október) nagyváradi magyar novellista, publicista.

## Életútja, munkássága
Szülővárosában érettségizett 1964-ben, közben elvégezte a Népi Művészeti Iskolában a színművészeti szakot is. 1965-ben kisegítő tanár volt Kiskerekiben, 1966–70 között a bábszínházban, 1973-ig a vakok egyesületében dolgozott, 1974-ben fényképnagyító, 1975-től táviratkihordó, 1977-től szobafestő, majd 1982-ig féreg- és rovarirtó. 1966–82 között a nagyváradi Ady Endre Irodalmi Kör vezetőségi tagja.
Első írása az Utunkban jelent meg 1967-ben. Novellákat, riportokat, publicisztikát közölt az Ifjúmunkás, Fáklya, Igaz Szó, Szabadság, Bihari Napló, Erdélyi Napló, Kelet–Nyugat, Új Magyarország, Ország–Világ, Magyarok, Nyugati Jelen, Várad, Gondolat, Honlevél hasábjain.
1982-ben emigrált Németországba. Itt féreg- és rovarirtó, majd szállodai alkalmazott. 1986–92 között a Verlag Sipos, Maecenatura Hungarica főmunkatársa. 1994-ig papír- és írószerbolti kereskedő, majd vállalkozó. 1997-től 2008-ig a Frankfurti Német–Magyar Társaság  elnöke. A Magyar Írószövetség, a Magyar Újságírók Országos Szövetsége, az Erdélyi Magyar Írók Ligája, a Freier Deutscher Autorenverband és az International Federation of Journalists tagja.

## Kötetei
- Rendzavar (novellák, karcolatok, Budapest, 1991/1992)
- Kutyadolgok (regény, Budapest, 1994)
- Időszámításaink közben (publicisztika, Budapest, 1998)
- Távolságközelítés térben és időben; KecsmetionPress, Bp., 1999
- Aranyhalaim (történetek, Budapest, 2001)
- Az élet kalandja (interjúk, szerk.; Csíkszereda, 2002)
- Égszínkék rózsák nincsenek. Vakokról – látóknak; Pont–Pontfix, Bp.–Sepsiszentgyörgy, 2003
- Szemtanúk (56-os emlékkönyv, szerk.; Marosvásárhely, 2006; ua. Ungarnaufstand címmel)
- Kutyadolgok (regény, Budapest, 2007)

## Szerkesztésében megjelent antológiák
- Tavasz ’69 (Nagyvárad, 1970)
- Neue Literatur (Frankfurt am Main, 2006)
- Boulevard (München, 2008)